# Carpofoor

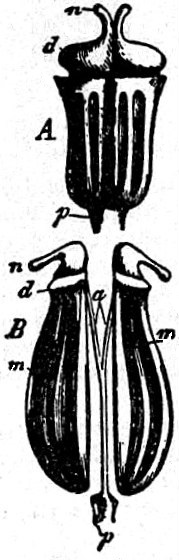
Carpofoor bij de splitvrucht van karwij

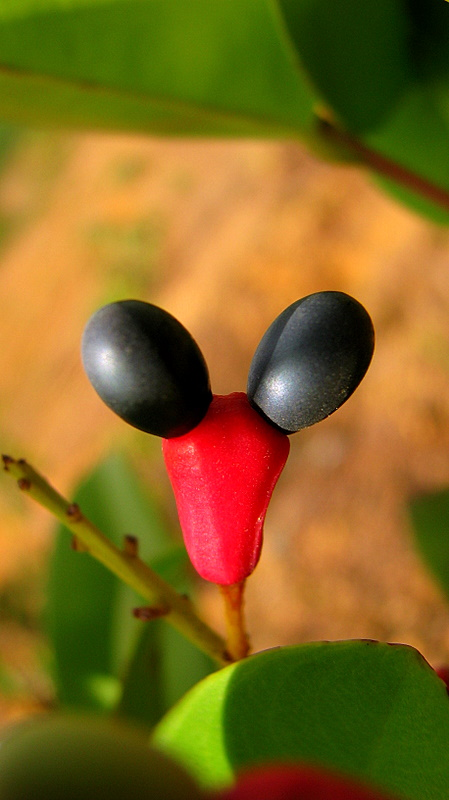
Weinig voorkomend: een vlezig en opvallend gekleurd carpofoor bij een Ouratea-soort uit Brazilië

Een carpofoor (Oudgrieks karpophoros, vruchtdragend) of het carpopodium, de vruchtdrager of vruchthouder genoemd is botanisch gezien een steel of een verlenging tussen de bloembodem en de stempel, waardoor het vruchtbeginsel of de vrucht een langere steel heeft in vergelijking met een die alleen een bloemsteel heeft. De grens tussen de bloemsteel en de verlenging is de inplantingsplaats van de bloemonderdelen.

## Ontstaan
Een carpofoor wordt overwegend uit een vruchtblad en of de bloembodem gevormd. Het verschil tussen een carpofoor, een gynofoor, androgynofoor, anthofoor of androfoor is vaak moeilijk te zien.
Bij de vruchtrijping ontstaat het carpofoor meestal uit de sterke sclerenchymstreng, die zich in het midden van de vruchtbladen bevindt of uit de stempel- en/of bloembodem, bijvoorbeeld door intercalaire meristemen.

Stamperdrager of gynofoor
Androgynofoor
Anthofoor
Meeldraaddrager of androfoor
Een gesteeld vruchtbeginsel (carpofoor en stempelvoet)

Bij de composietenfamilie is de carpofoor het basale afbreekpunt waaraan het nootje vastzit.

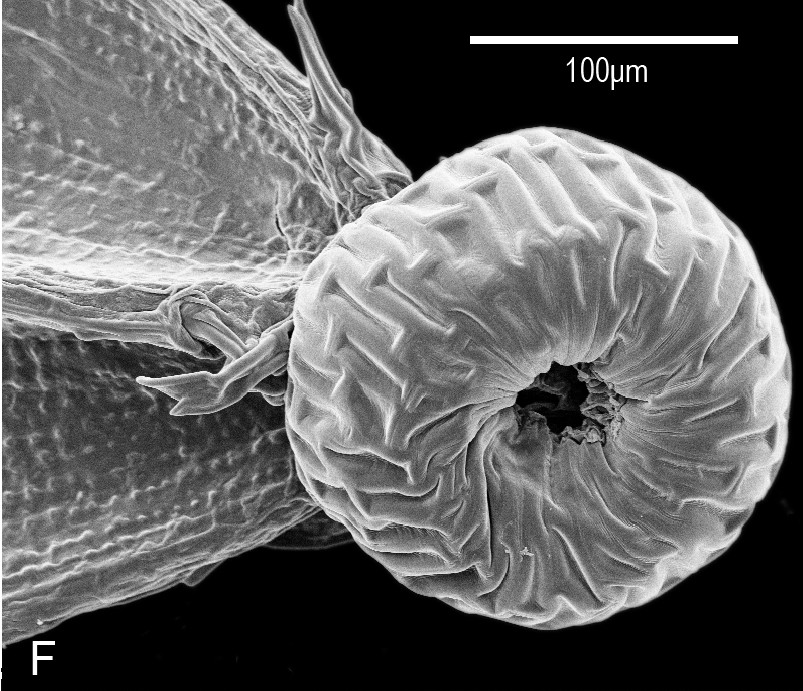
Nootje van Zyzyura mayana met schijfvormige carpofoor, SEM-afbeelding

## Voorkomen
In het bijzonder kan de rol van de carpofoor bij de schermbloemigen worden genoemd. Hier is de carpofoor de drager van de twee deelvruchten van de splitvrucht. Bij de zeeuwse knoopjes is er echter geen carpofoor meer aanwezig. Ook komt een carpofoor bij enkele andere plantenfamilies voor. Zo is er bij de anjers, de wonderboom, de geranium en de pinda een carpofoor aanwezig.

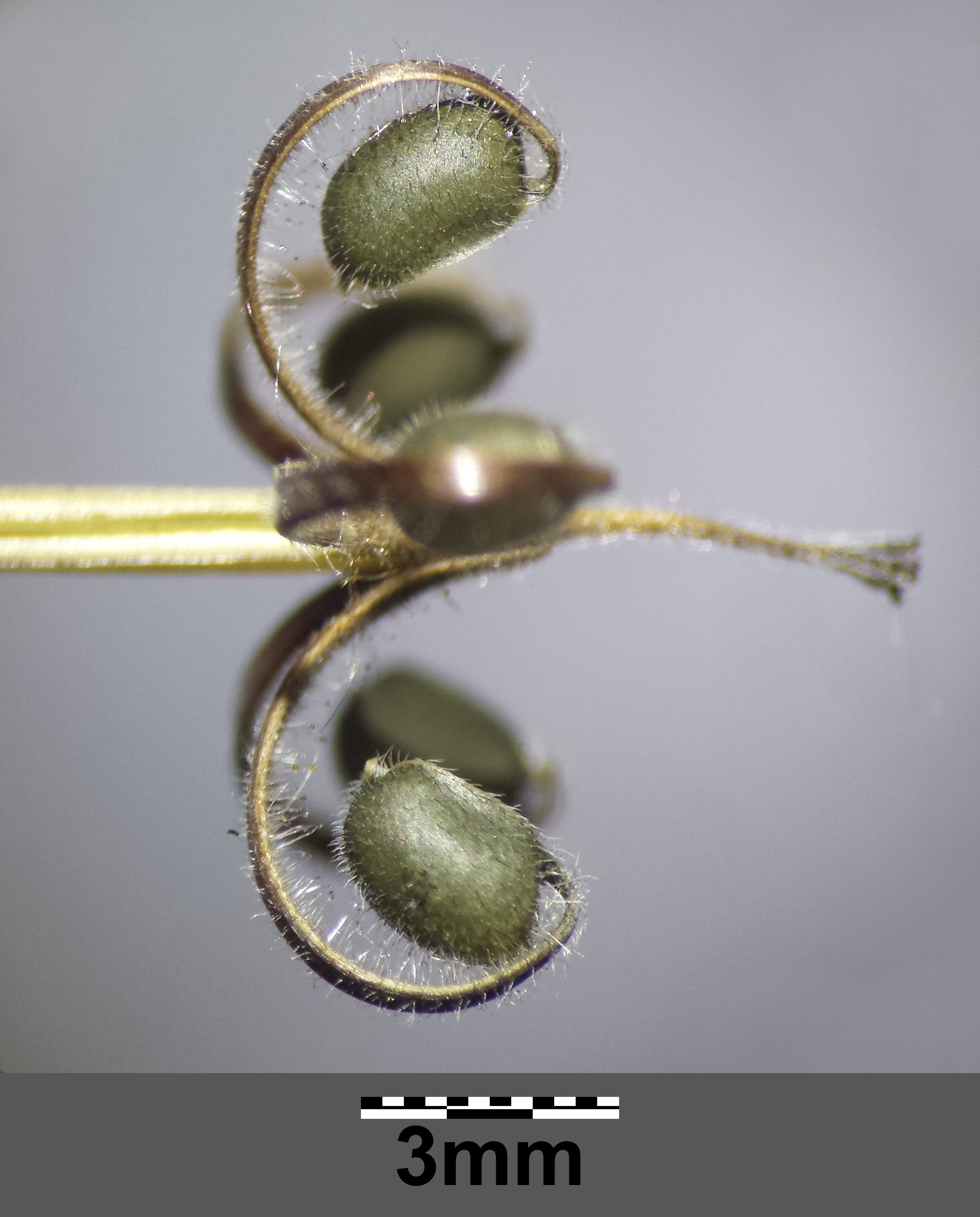
Geranium rotundifolium met carpofoor en deelvruchten van de opengespleten kluisvrucht
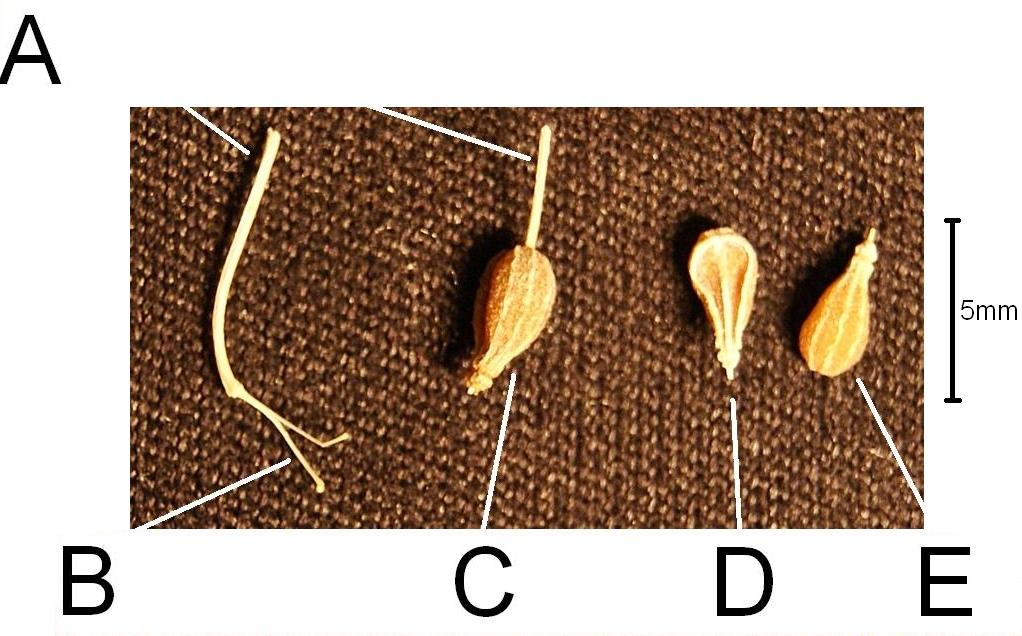
Tweetakkige carpofoor van de vruchthouder van de nootjes in de tweedelige splitvrucht van anijs
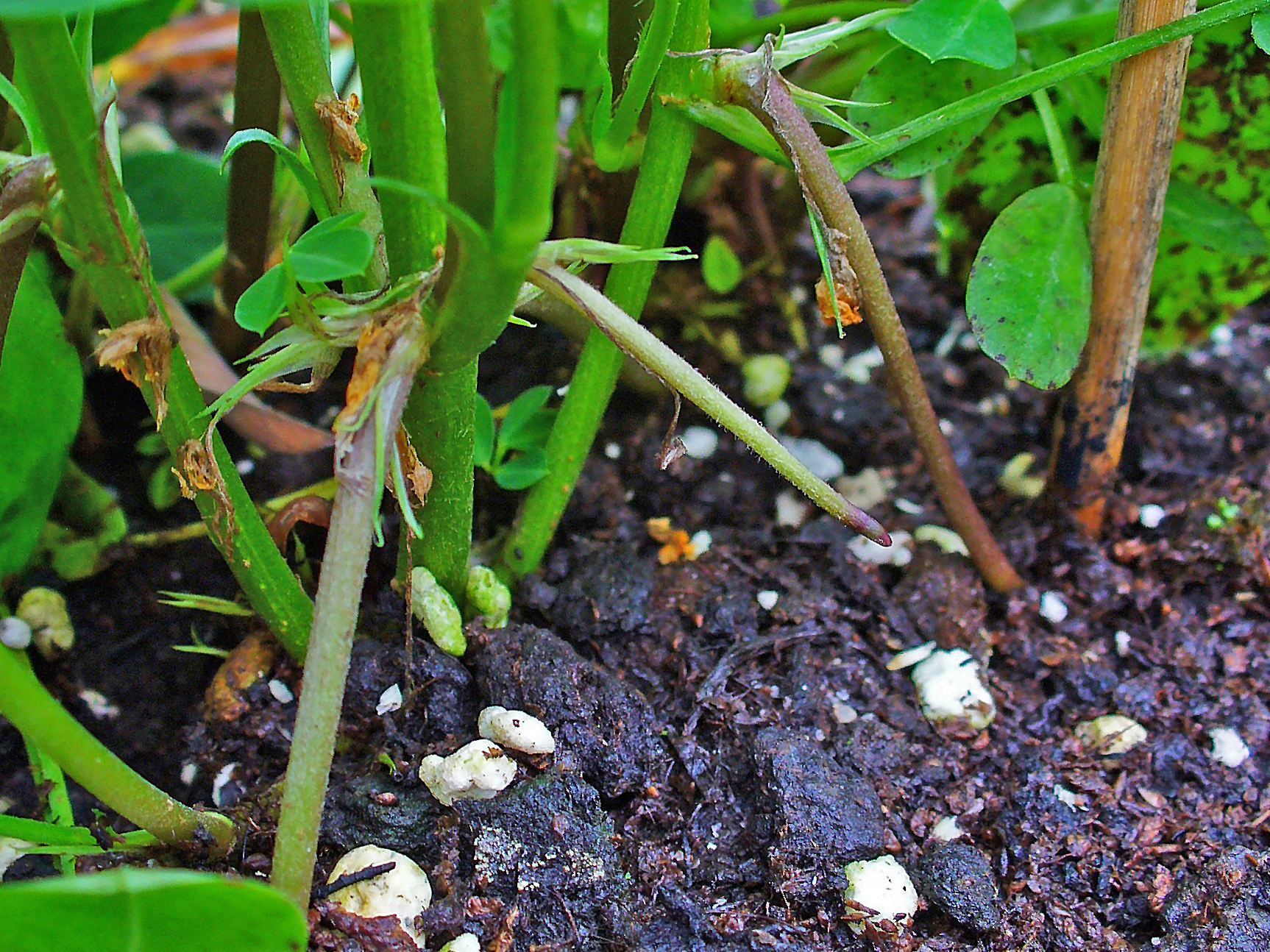
Carpofoor van de pinda met het vruchtbeginsel aan de top, voordat deze zich in de grond boort
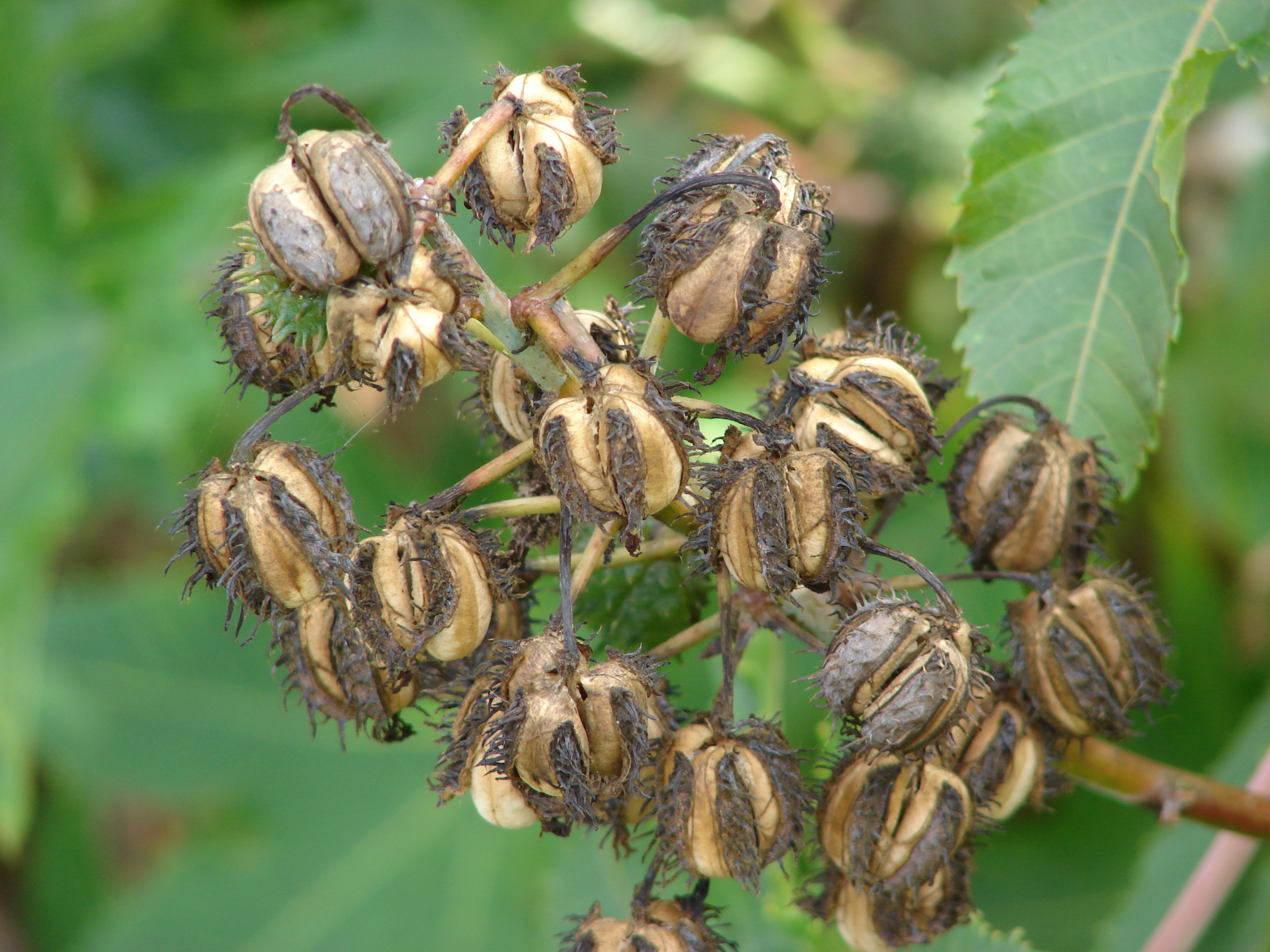
Splitvruchten van de wonderboom met drie deelvruchten en een carpofoor

## Schimmels
Ook bij de schimmels wordt van een carpofoor gesproken. Hier wordt het hele vruchtlichaam (steel en hoed) met carpofoor aangeduid.